# Tokyo You Turn
Singles de Yuki Maeda
Naki Usagi
(2000) Tokyo, Yoimachigusa
(2002)
 Tokyo You Turn  (東京Youターン) est le deuxième single de Yuki Maeda, sorti le 1er janvier 2001 au Japon sous le label Teichiku. Étant un disque de genre musical enka apprécié des plus âgés, il sort aux formats mini-CD (8 cm) et cassette audio. La chanson-titre figurera huit ans plus tard sur la compilation des singles de la chanteuse, Maeda Yuki Zenkyoku Shū ~Kenchana~ de 2009. Les paroles des deux chansons du disque sont de Makoto, et les musiques sont de Tsunku.

## Liste des titres
1. Tokyo You Turn  (鳴きうさぎ?)
2. Tokyo You Turn (Original Karaoke) (... オリジナルカラオケ?)
3. Tokyo You Turn (Ippan You Mello Iri Karaoke) (... 一般用メロ入りカラオケ?)
4. Tasogare Miss You  (黄昏miss you?)
5. Tasogare Miss You (Original Karaoke) (... オリジナルカラオケ?)